# Serge (général)
Pour les articles homonymes, voir Serge.
Serge ou Sergios (en latin : Sergius) est un officier militaire byzantin actif en Afrique pendant le règne de l'empereur Justinien (527-565). Fils du père Bacchus, il est le frère de deux officiers byzantins, Cyrus et Solomon et neveu du célèbre général Solomon. Nommé gouverneur de la Tripolitaine, il assassine 79 dirigeants de la tribu berbère des Laguatans, ce qui intensifie les hostilités avec les tribus berbères.
Il participe à la bataille de Sufétula au cours de laquelle son oncle est tué et devient le préfet du prétoire de l'Afrique. Dans cette position, il adopte une attitude négligente devant les problèmes rencontrés dans la province, devenant impopulaire. Après avoir appris les difficultés byzantines en Afrique, Justinien envoie les officiers Aréobindus et Athanase partager le pouvoir avec Serge. Cela s'est avéré encore plus désastreux et Serge a été rappelé. Quelque temps plus tard, à la demande de Bélisaire, il est envoyé en Italie avec une armée.

## Biographie
Serge est issu d'une famille de Dara en Mésopotamie. Il est le fils aîné du père Bacchus, le frère des officiers Cyrus et Solomon et le neveu du célèbre général Solomon. Il est mentionné pour la première fois en 543 quand il est nommé duc de Tripolitaine (dux militis Tripolitanae provinciae) et homme remarquable (vir spectabilis) ; les sources affirment qu'il est encore jeune à cette époque. Il reçoit une visite à Leptis Magna, le siège de la Tripolitaine, de la part de la tribu berbère des Laguatans, qui réclame le paiement et les garanties de paix habituels. Sur les conseils de Pudentius, il n'a autorisé l'entrée que de 80 chefs de la tribu dans la ville, avec la promesse qu'il ferait ce qu'ils demandaient. Un banquet est offert aux chefs laguantans et les dirigeants berbères y furent massacrés. L'un d'entre eux, cependant, a réussi à s'échapper et a averti son peuple de ce qui s'était passé. Une bataille a eu lieu dans les environs de Leptis Magna et les Laguatans ont été vaincus. Beaucoup d'entre eux ont été tués, leurs femmes et leurs enfants réduits en esclavage et leur camp a été pillé.
En 544, alors que la révolte commence à devenir incontrôlable, Serge est parti pour Carthage à la recherche de renforts de son oncle Solomon. Il accompagne Solomon et ses frères Cyrus et Solomon dans la marche contre le chef de la tribu, Antalas. Il campait avec les autres à Teveste et participe vraisemblablement à la bataille de Sufétula, au cours de laquelle les Byzantins sont lourdement vaincus et son oncle périt ; selon des sources, Serge aurait laissé son frère Solomon mourir. Après la mort de son oncle, Serge est nommé par l'empereur Justinien (527-565) gouverneur de l'Afrique, doté de pouvoirs civils et militaires ; probablement été nommé maître titulaire des soldats (magister militum vacans), maintenu depuis au moins 559, et préfet du prétoire d'Afrique, qu'il conserve peut-être jusqu'à 545, année où Athanase et Aréobindus sont envoyés en Afrique. 
Selon l'historien byzantin Procope de Césarée, sa nomination au poste de gouverneur de l’Afrique est une catastrophe, car il était plus soucieux de narguer avec ses richesses et son pouvoir que d’administrer réellement la province. En outre, selon Procope, au cours de son mandat, des soldats ont été aliénés, notamment l'officier Jean. En conséquence, aucune mesure n'a été prise pour empêcher l'avancée des Laguatans dirigés par Antalas, ni des rebelles byzantins dirigés par Stotzas ; dans une lettre à Justinien, Antalas déclare que l'hostilité cesserait si Serge est renvoyé et qu'un autre général était envoyé, mais l'empereur n'a pas accepté la demande. Selon ce que les sources révèlent, à ce moment-là, l'armée byzantine d'Afrique est si petite que le père Paul de Hadrumète s'est vu refuser 80 hommes pour reprendre sa ville.
Leur impopularité croissante dans la province et les raids de routine des rebelles byzantins et berbères entraînent la fuite de la population locale vers l’extérieur. Conscient de cette situation, Justinien envoie en Afrique, probablement au printemps 545, le maître des soldats Aréobindus et le préfet du prétoire Athanase. Au lieu d'être rappelé, Serge partage le commandement avec Aréobindus, alors que son poste de préfet du prétoire est occupé par Athanase. Serge reçoit l'ordre de s'occuper des rebelles berbères de Numidie et Aréobindus, de ceux de Byzacène. En apprenant qu'Antalas et Stotzas étaient proches de Sicca Veneria (à la frontière de la Numidie), Aréobindus a envoyé l'officier Jean pour s'occuper d'eux et a écrit à Serge pour lui demander des renforts. La demande n’a pas été satisfaite, ce qui provoque une lourde défaite byzantine à Thacia, entraînant la mort de Jean, bien qu’il ait pu blesser mortellement Stotzas. Après ce revers, Serge a été convoqué à nouveau et le commandement de l'Afrique est passé entièrement à Aréobindus ; ce fait est survenu deux mois avant la révolte de Guntharic qui devait s'achever avec la mort d'Aréobindus.
À la cour impériale de Constantinople, Serge a su gagner l'estime de l'impératrice Théodora, ce qui l'a fait échapper aux accusations de mauvaise gestion en Afrique. En outre, il était l'un des prétendants de la petite-fille d'Antonina, épouse de Bélisaire. Plus tard, probablement à l'automne 547, il est envoyé avec le prince ibérique Pacurius avec une armée en Italie, en réponse à l'appel de Bélisaire ; ses activités en Italie n'ont pas été enregistrées. Il est mentionné pour la dernière fois en 559, quand il était patricien. Cette année, lorsque les Koutrigoures et les Slaves ont envahi la Thrace, Serge a été dépouillé et fait prisonnier par Zabergan. Plus tard la même année, il est libéré contre une rançon.

## Référencement